# Едвард Люттвак
Едвард Люттвак (англ. Edward Nicolae Luttwak, 4 листопада 1942) — американський історик, автор праць з військової стратегії, геоекономіки, військової історії та міжнародних відносин. Найбільш відомий як автор книги «Державний переворот: Практичний посібник» (англ. Coup d'État: A Practical Handbook), у якій він систематизує методи та засоби захоплення влади, розглядає особливості стратегії та тактики здійснення державних переворотів протягом історії. Його книга «Стратегія. Логіка війни і миру» (англ. Strategy: The Logic of War and Peace) перекладена девятьма мовами та широко використовується у військових навчальних закладах по всьому світу.

## Біографія
Люттвак народився у єврейській сім'ї в Араді, Румунія. Провів дитинство в Італії та Англії.
Під час навчання у школі-інтернаті в Беркширі він приєднався до Кадетського корпусу Сухопутних військ Великої Британії. У віці 16 років Люттвак переїхав до Лондона, де вступив до гімназії (англ. grammar school). Після її закінчення вивчав аналітичну економіку в Лондонській школі економіки. У 1968 році, під час роботи консультантом у нафтовій компанії в Лондоні, він опублікував книгу «Державний переворот: Практичний посібник» (англ. Coup d'État: A Practical Handbook) — пастиш військового посібника. У книзі детально пояснювались шляхи повалення державного уряду на прикладі державних переворотів в Африці та на Близькому Сході. Автор шпигунської фантастики Джон ле Карре високо оцінив книгу та порівняв Люттвака з Макіавеллі. Люттвак закінчив Лондонську школу економіки в 1969 році.
Люттвак поїхав добровольцем до Ізраїлю під час подій 1967 року та пізніше працював на Армію оборони Ізраїлю. 1972 року переїхав до США та вступив до Університету Джонса Гопкінса. У 1975 році він здобув ступінь PhD з міжнародних відносин. Темою його дисертації була «Сила і дипломатія в римських стратегіях імперської безпеки» (англ. Force and Diplomacy in Roman Strategies of Imperial Security). Раніше, під час двомісячного візиту до Вашингтона у 1969 році, Люттвак і Річард Перл, його колишній сусід по кімнаті в Лондоні, приєдналися до комітету з підтримки розумної оборонної політики, створеного Діном Ачесоном і Полом Нітце для лобіювання розробки систем протиракетної оборони в Конгресі.
На стику 1974—1975 років неоконсервативні інтелектуали опублікували ряд статей, у яких обговорювалась можливість захоплення Збройними силами США нафтових родовищ у Саудівській Аравії. У березні 1975 року в журналі Harper's Magazine з'явилась стаття «Захопити арабську нафту» (англ. Seizing Arab Oil), написана Люттваком під псевдонімом Miles Ignotus. Незадовго до цього Люттвак опублікував частину своїх аргументів під справжнім ім'ям у статті «Зникаючі еліти» (англ. Obsolescent Elites) для The Times Literary Supplement. Він припускав, що морська піхота США за підтримки 82-ї повітрянодесантної дивізії могла б взяти штурмом східне узбережжя Саудівської Аравії. Стаття та її автор привернули значну увагу, але не існує доказів того, що адміністрація президента Форда серйозно розглядала таке втручання. Джеймс Еткінс, тодішній посол США в Саудівській Аравії, публічно засудив «сценарій вторгнення» як продукт «хворого розуму». У 2004 році Люттвак сказав Wall Street Journal, що ця стаття була написана «за результатами обговорень з кількома консультантами-однодумцями та посадовцями Пентагону».
У 1976 році Люттвак опублікував «Велику стратегію Римської імперії від першого століття нашої ери до третього» (англ. The Grand Strategy of the Roman Empire from the First Century AD to the Third), яка викликала жваву дискусію серед професійних істориків, що переважно вважали Лютвака недостатньо фаховим у цій сфері. Однак з часом книга отримала статус віхової, оскільки вперше порушила багато питань, що стосувались Давньоримської армії та її стратегії захисту кордонів Риму. Пізніше він почав досліджувати Візантійську імперію, починаючи з найдавніших збережених текстів. За словами Гаррі Сайдботтома, більшість науковців вороже сприйняли ідеї Люттвака щодо ведення воєн на території держав-клієнтів. Негативний фон для деяких читачів у Західній Європі створив і той факт, що у 1980-х роках Люттвак став радником з питань безпеки у адміністрації президента США Рональда Рейгана.

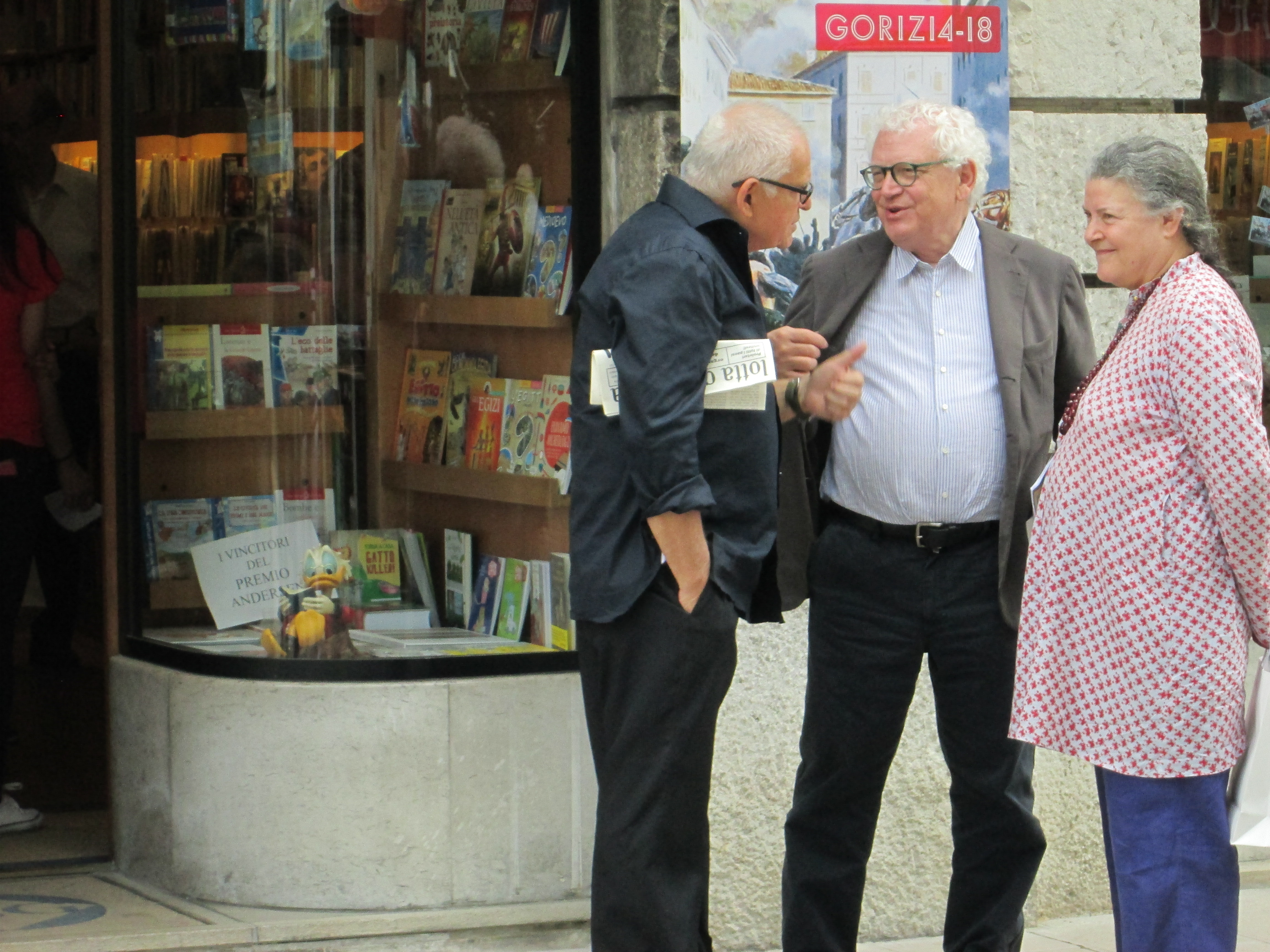
Едвард Люттвак тримає випуск Lotta Comunista, щомісячника італійських лівих комуністів

1987 року Люттвак опублікував книгу «Стратегія. Логіка війни і миру» (англ. Strategy: The Logic of War and Peace). Як стверджує видавець Harvard University Press, книга здобула широке визнання. Люттвак став відомий своїми новаторськими ідеями. Зокрема, він припустив, що спроби великих держав придушити регіональні війни насправді роблять конфлікти більш затяжними.
Люттвак продовжував консультувати транснаціональні корпорації та державні установи, включно з різними підрозділами Уряду США та Збройних сил США.
Люттвак працював у редакційних радах видань Géopolitique (Франція), Journal of Strategic Studies, The European Journal of International Affairs та Washington Quarterly . Крім рідної румунської, він розмовляє англійською, французькою, івритом, італійською та іспанською мовами. У 1997 році разом із трьома партнерами він придбав 19 000 гектарів землі в болівійській Амазонії, де заснував ранчо.
У 1964—1966 роках Люттвак викладав економіку в Університеті Бата. 2004 року цей університет присвоїв Люттваку почесний докторський ступінь (LLD). У Румунії він також отримав почесні ступені Арадського університету та Бухарестського університету. Наприкінці 2009 року вийшла його книга «Велика стратегія Візантійської імперії» (англ. The Grand Strategy of the Byzantine Empire).

## Праці

### Книги
- Coup d'État: A Practical Handbook (London, Allen Lane, 1968; Revised Edition: Cambridge, MA, 1979; London, 1979; Sydney, 1979) ISBN 978-0713900675
- A Dictionary of Modern War (London, Allen Lane, 1971; revised edition in 1991 with Stuart L. Koehl; new edition in 1998) ISBN 978-0713901306
- The Strategic Balance, 1972 (New York, Library Press, 1972) ISBN 978-0912050331
- The Political Uses of Sea Power (Baltimore, Johns Hopkins University Press, 1974) ISBN 978-0801816598
- The US–USSR Nuclear Weapons Balance (Beverly Hills, Sage Publications, 1974) ISBN 978-0803900967
- The Israeli Army: 1948—1973 (with Daniel Horowitz) (New York, HarperCollins and London, Allen Lane, 1975) ISBN 978-0713902297
- The Grand Strategy of the Roman Empire from the First Century AD to the Third (Baltimore, Johns Hopkins University Press, 1976) ISBN 978-0801818639
- Strategic Power: Military Capabilities and Political Utility (California, 1976) ISBN 0-8039-0659-5
- Sea Power in the Mediterranean: Political Utility and Military Constraints (California, 1979) ISBN 0-8191-6010-5
- Strategy and Politics: Collected Essays (New Brunswick, Transaction Publishers, 1980), ISBN 978-0878553464
- The Grand Strategy of the Soviet Union (New York, St. Martin's Press, 1983) ISBN 978-0312342609
- The Pentagon and the Art of War: The Question of Military Reform (New York, Simon & Schuster, 1985) ISBN 978-0671524326
- Strategy and History: Collected Essays, Volume Two (New Brunswick, Transaction Publishers, 1985) ISBN 978-0887380655
- On the Meaning of Victory: Essays on Strategy (New York, Simon & Schuster, 1986), ISBN 978-0671610890
- Strategy: The Logic of War and Peace (Cambridge, Massachusetts, 1987) ISBN 978-0674839953
- The Endangered American Dream: How To Stop the United States from Being a Third World Country and How To Win the Geo-Economic Struggle for Industrial Supremacy (New York, Simon & Schuster, 1993) ISBN 978-0067186930
- Turbo-Capitalism: Winners and Losers in the Global Economy (London, Weidenfeld & Nicolson, 1998), ISBN 978-0297818847
- Strategy: The Logic of War and Peace, Revised and Enlarged Edition (Cambridge, Massachusetts, 2002) ISBN 978-0-674-00703-1
- The Middle of Nowhere: Why the Middle East Is Not Important (London, Atlantic Books, 2008) ISBN 978-1843548188
- The Grand Strategy of the Byzantine Empire (Cambridge, Massachusetts, 2009) ISBN 978-0-674-03519-5
- The Virtual American Empire: War, Faith, And Power (New Brunswick and London, Transaction Publishers, 2009) ISBN 978-1412810401
- The Rise of China vs. the Logic of Strategy (Cambridge, Massachusetts, 2012) ISBN 978-0-674-06642-7

Японською:
- «China 4.0» (Tokyo, 2016) ISBN 978-4166610631
- «Japan 4.0» (Tokyo, 2018) ISBN 978-4166611829
- «Japan 4.0» in Mongolian only (Cyrillic) (Ulaan Baatar, 2019) ISBN 978-9919-9504-0-8
- ルトワックの日本改造論/エドワード・ルトワック／著 奥山真司／訳 ... [Rejuvenating Japan: A National Strategy] (Tokyo: Asuka Shinsha, 2019) ISBN 978-4-86410-728-0 [co-authored with Dr. Okuyama Masashi].

Італійською:
- Che cos'è davvero la democrazia (What really is democracy) with Susanna Creperio Verratti (Milan, Arnoldo Mondadori, 1995) ISBN 978-8804408697
- Il fantasma della povertà: una nuova politica per difendere il benessere dei cittadini (The ghost of poverty: a new policy to defend the wellbeing of citizens) with Carlo Pelanda and Giulio Tremonti (Milan, Arnoldo Mondadori, 1995) ISBN 978-8804400660
- Dove va l'Italia? Intervista a Edward Luttwak (Where is Italy going? Interview with Edward Luttwak) with Gianni Perrelli (Newton Compton, 1997) ISBN 978-8881837267
- Il libro delle libertà. Il cittadino e lo stato: regole, diritti e doveri in una democrazia (The book of liberties. The citizen and the state: rules, rights and duties in a democracy) with Susanna Creperio Verratti (Arnoldo Mondadori, 2000) ISBN 978-8804408703
- I nuovi condottieri. Vincere nel XXI secolo (The new leaders. Winning in the 21st century) with Arduino Paniccia (Padua, Marsilio, 2000) ISBN 978-8831775106

У співавторстві:
- Vietnam: Four American Perspectives edited by Patrick J. Hearden with The Impact of Vietnam on Strategic Thinking in the United States (Purdue University Press, 1990)[16] ISBN 978-1557530028
- The Tanner Lectures on Human Values, 1991 edited by Grethe B. Peterson with Strategy: A New Era?[17] (University of Utah, 1991) ISBN 978-0874803501
- Feeding Mars: Logistics in Western Warfare from the Middle Ages to the Present edited by John A. Lynn with Logistics and the Aristocratic Idea of War (Boulder, Westview Press, 1994)
- Voluntary Simplicity: Responding to Consumer Culture edited by Daniel Doherty and Amitai Etzioni with Consuming For Love (Lanham, Rowman & Littlefield Publishers, 2003) ISBN 978-0742520660

Передмова:
- The Parameters Of War: Military History from the Journal of the U.S. Army War College edited by Lloyd J. Matthews and Dale E. Brown (Washington, Pergamon-Brassey's, 1987) ISBN 978-0080355474
- Strategic Air Power in Desert Storm by John Andreas Olsen (London, Routledge, 2003) ISBN 978-0714651934
- Free Trade Doesn't Work by Ian Fletcher (U.S. Business & Industry Council, 2010; revised edition in 2011) ISBN 978-0578079677
- La Repubblica dei mandarini. Viaggio nell'Italia della burocrazia, delle tasse e delle leggi inutili (The Republic of mandarins. Travel in the Italy of bureaucracy, taxes and unnecessary laws) by Paolo Bracalini (Padua, Marsilio, 2014) ISBN 978-8831716758

### Огляди книжок
Люттвак писав книжкові рецензії для видань The American Spectator, Commentary Magazine, London Review of Books, The New Republic та The New York Times.
- With the Boring Parts Left Out. The New York Times. 23 березня 1986.
- Books You May Have Missed: The History and Social Influence of the Potato by Redcliffe Salaman. The American Spectator. March 1989.
- Moscow 1941 by Rodric Braithwaite. Commentary Magazine. January 2007.
- The Best and the Fastest. The New Republic. 30 серпня 2009.
- A Damned Nice Thing. London Review of Books. 18 грудня 2014. с. 15—16.

### Статті
- Why Fascism is the Wave of the Future. London Review of Books. April 1994.
- Give War a Chance. Foreign Affairs. July 1999.
- Iraq: The Logic of Disengagement (PDF). Foreign Affairs. January 2005.
- The Middle of Nowhere. Prospect. May 2007.
- «Why China Will Not Become the Next Global Power… But It Could». Infinity Journal, Fall 2011